# Cynthia Spencerová
Cynthia Ellionor Beatrix Spencerová, DCVO OBE (16. srpna 1897, Londýn, Anglie – 4. prosince 1972, Althorp, Northamptonshire, Anglie) byla britská peerka a babička princezny Diany z otcovy strany.

## Život a rodina
Cynthia byla dcerou Jamese Hamiltona, 3. vévody z Abercornu a Lady Rosalind Cecilie Caroline Binghamové. Jejími prarodiči z matčiny strany byli George Bingham, 4. hrabě z Lucanu a Cecilie Catherine Gordno-Lennox.
Cynthia se provdala dne 26. února 1919 za Alberta Spencera, 7. hraběte Spencera, spolu měli dvě děti:
- Lady Anna Spencerová (4. srpna 1920 – 24. února 2020); v roce 1944 vstoupila do ženské královské armády. Provdala se Baldwina Hughese Wake-Walkera.
- Edward John Spencer, 8. hrabě Spencer (24. ledna 1924 – 29. března 1992), dědic hraběcího titulu po otci a otec princezny Diany

Cynthia byla v roce 1937 jmenována dvorní dámou královny-matky Elizabeth Bowes-Lyon. V této práci pokračovala i poté, co v roce 1952 usedla na trůn Alžběta II. a věnovala se jí až do své smrti.
Zemřela v Althorpu, v sídle rodiny Spencerů, na mozkový nádor ve věku 75 let.